# Дорожный (Калмыкия)
Дорожный — посёлок в Приютненском районе Калмыкии, в составе Песчаного сельского муниципального образования.

## Название
Название посёлка вероятно отсылает к его расположению на старом тракте, связывавшем Элисту и Дивное (современное шоссе Р216 проходит в нескольких километрах западнее посёлка)

## История
Дата основания не установлена. Посёлок Дорожный впервые обозначен на топографической карте 1985 года.

## Физико-географическая характеристика
Посёлок расположен на северо-востоке Приютненского района в пределах Ергенинской возвышенности, являющейся частью Восточно-Европейской равнины. Средняя высота над уровнем моря — 172 м. Рельеф местности равнинный. К юго-западу от посёлка начинается балка Дальняя Хата.
По автомобильной дороге расстояние до столицы Калмыкии города Элиста (центра города) составляет 18 км, до районного центра села Приютное — 54 км. Ближайший населённый пункт посёлок Песчаный, являющийся административный центром Песчаного сельского муниципального образования, расположен в 2,9 км к востоку от Дорожного. К посёлку имеется асфальтированный подъезд от федеральной автодороги Элиста — Ставрополь Р216 (2,8 км).
Согласно классификации климатов Кёппена-Гейгера посёлок находится в зоне континентального климата с относительно холодной зимой и жарким летом (индекс Dfa). В окрестностях посёлка распространены светлокаштановые почвы различного гранулометрического состава в комплексе с солонцами.
В посёлке, как и на всей территории Калмыкии, действует московское время.

## Население
В конце 1980-х население посёлка составляло около 180 человек.
| 2002 | 2010 |
| ---- | ---- |
| 81   | ↘26  |

Национальный состав
Согласно результатам переписи 2002 года большинство населения посёлка составляли русские (29 %) и даргинцы (27 %)